# Kreślinek nizinny
Kreślinek nizinny (Graphoderus bilineatus) – gatunek chrząszcza z rodziny pływakowatych (dytiscidae). 
Występuje w Europie. Jest bardzo podobny do toniaka żeberkowanego (Acilius sulcatus). Ma jednak jednolicie czarne pokrywy i białą plamę na przedpleczu. W Polsce gatunek ten jest rzadki, ściśle chroniony. 
Występuje w czystych stawach i w jeziorach. Podobnie jak wszystkie pływakowate Graphoderus bilineatus jest drapieżny.